# سارة هاسكينز
سارة هاسكينز (بالإنجليزية: Sarah Haskins)‏ هي كاتبة سيناريو أمريكية، ولدت في 3 أغسطس 1979 في شيكاغو في الولايات المتحدة.

## وصلات خارجية
- سارة هاسكينز على موقع IMDb (الإنجليزية)
- سارة هاسكينز على موقع قاعدة بيانات الفيلم (الإنجليزية)